# Magyarhertelend
Magyarhertelend es un pueblo ubicado en el distrito de Komló, en el condado de Baranya, Hungría.

## Superficie
Posee una superficie de 16,16 kilómetros cuadrados.

## Demografía
Hasta 2019 la población era de 573 habitantes, con una densidad de población de 35,46 habitantes por kilómetro cuadrado.